# Палмер (Небраска)
Палмер (енгл. Palmer) град је у америчкој савезној држави Небраска.

## Демографија
По попису из 2010. године број становника је 472, што је 0 (0,0%) становника више него 2000. године.
| Група             | 2000.       | 2010.       |
| Белци             | 462 (97,9%) | 440 (93,2%) |
| Афроамериканци    | 0 (0,0%)    | 4 (0,8%)    |
| Азијати           | 1 (0,2%)    | 2 (0,4%)    |
| Хиспаноамериканци | 8 (1,7%)    | 22 (4,7%)   |
| Укупно            | 472         | 472         |